# 의주감

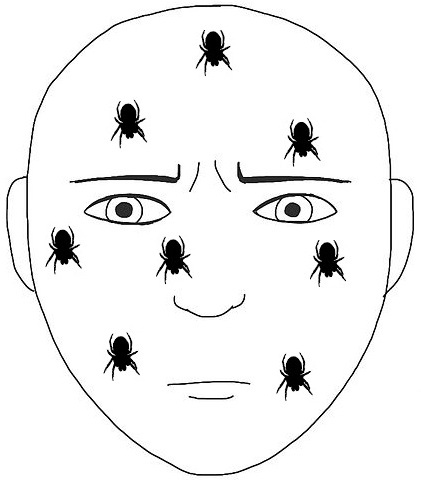

의주감(蟻走感, formication)은 피부에 벌레가 기어다니는 것 같은 느낌이다.
폐경, 농약중독, 수은중독, 당뇨병성 신경장애, 피부암, 매독, 라임병, 대상포진 등이 의주감의 원인이 될 수 있다.

## 같이 보기
- 모겔론스